# Les Stentors
Les Stentors sind ein französisches Gesangsquartett, bestehend aus zwei Baritonen und zwei Tenören.  

## Quartett
Das Quartett wurde im Jahre 2010 von dem Opernsänger Sébastien Lemoine gegründet.
Der Name Les Stentors leitet sich ab von dem griechischen Wort Stentor. Der griechischen Mythologie nach war ein Stentor ein Kämpfer im Trojanischen Krieg, dessen Stimme so laut gewesen sein soll, wie die von 50 anderen Männern zusammen.  
Mitglieder sind
- Sébastien Lemoine, aus der Normandie (Havre)
- Mathieu Sempere, aus dem Languedoc-Roussillon (Montpellier)
- Vyanney Guyonnet, aus der Picardie (L'Oise)
- Mowgli Laps, aus Guadeloupe

Ihr Debütalbum Voyage en France belegte im Mai und Juni 2012 drei Wochen Platz 1 der französischen Charts und wurde für mehr als 300.000 verkaufte Exemplare mit einer dreifachen Platin-Schallplatte ausgezeichnet.

## Diskografie

### Alben
| Jahr | Titel                      | Höchstplatzierung, Gesamtwochen, AuszeichnungChartplatzierungen (Jahr, Titel, Platzierungen, Wochen, Auszeichnungen, Anmerkungen) | Höchstplatzierung, Gesamtwochen, AuszeichnungChartplatzierungen (Jahr, Titel, Platzierungen, Wochen, Auszeichnungen, Anmerkungen) | Höchstplatzierung, Gesamtwochen, AuszeichnungChartplatzierungen (Jahr, Titel, Platzierungen, Wochen, Auszeichnungen, Anmerkungen) | Anmerkungen |
| Jahr | Titel                      | FR | BEW | CH | Anmerkungen |
| ---- | -------------------------- | --- | --- | --- | ----------- |
| 2012 | Voyage en France           | FR1 ×3Dreifachplatin · (74 Wo.)FR                                                                                                 | BEW5 (53 Wo.)BEW | CH26 (20 Wo.)CH |             |
| 2013 | Une histore de France      | FR3 ×2Doppelplatin · (64 Wo.)FR                                                                                                   | BEW7 (48 Wo.)BEW | CH46 (5 Wo.)CH |             |
| 2014 | Rendez-vous au cinéma      | FR2 Platin · (32 Wo.)FR | BEW11 (25 Wo.)BEW | CH32 (5 Wo.)CH |             |
| 2017 | Ma patrie                  | FR12 (16 Wo.)FR | BEW33 (15 Wo.)BEW | CH98 (1 Wo.)CH |             |
| 2017 | Les Stentors chantent Noël | FR64 (6 Wo.)FR | BEW53 (5 Wo.)BEW | — |             |
| 2018 | Un tour en France          | FR62 (10 Wo.)FR | BEW51 (11 Wo.)BEW | — |             |

### Singles
- 2012: Les Corons
- 2012: Chanson pour l'Auvergnat
- 2012: Châtelet les Halles